# Брандицо
Брандицо (итал. Brandizzo) је насеље у Италији у округу Торино, региону Пијемонт.
Према процени из 2011. у насељу је живело 8373 становника. Насеље се налази на надморској висини од 193 м.

## Становништво
| 1931. | 1936. | 1951. | 1961. | 1971. | 1981. | 1991. | 2001. | 2011. |
| ----- | ----- | ----- | ----- | ----- | ----- | ----- | ----- | ----- |
| 2.730 | 2.607 | 3.014 | 4.096 | 6.619 | 6.802 | 7.051 | 7.430 | 8.402 |